# Copa Asiática de Fútbol Playa 2025
La Copa Asiática de Fútbol Playa de 2025 fue la ronda clasificatoria de Asia para la Copa Mundial de Fútbol Playa FIFA 2025 que se jugará en Seychelles en 2025. El torneo se llevó a cabo en Pattaya, Tailandia, del 20 al 30 de marzo de 2025.
Los tres mejores equipos calificaron al mundial de 2025.

## Participantes
16 selecciones participan en esta edición:
| Selección              | Apariciones | Mejor participación                     |
| ---------------------- | ----------- | --------------------------------------- |
| Afganistán             | 5°          | Fase de grupos (2013, 2017, 2019, 2023) |
| Baréin                 | 10°         | Campeón (2006)                          |
| China                  | 11°         | 4° lugar (2006, 2008)                   |
| Irán                   | 11°         | Campeón (2013, 2017, 2023)              |
| India                  | 2°          | Fase de grupos (2007)                   |
| Indonesia              | 3°          | Fase de grupos (2011, 2023)             |
| Irak                   | 6°          | Fase de grupos (2011, 2017)             |
| Japón                  | 11°         | Campeón (2009, 2011, 2019)              |
| Kuwait                 | 5°          | Cuartos de final (2023)                 |
| Líbano                 | 6°          | 4° lugar (2015, 2017)                   |
| Malasia                | 4°          | Cuartos de final (2019)                 |
| Omán                   | 8°          | Campeón (2015)                          |
| Arabia Saudita         | 3°          | Fase de grupos (2013, 2023)             |
| Tailandia (anfitrión)  | 6°          | Cuartos de final (2023)                 |
| Vietnam                | 2°          | Fase de grupos (2015)                   |
| Emiratos Árabes Unidos | 10°         | Campeón (2007, 2008)                    |

## Fase de grupos

### Grupo A
| Pos. | Equipo        | Pts. | PJ | W | WE | WP | P | GF | GC | Dif. | Clasificación    |
| ---- | ------------- | ---- | -- | - | -- | -- | - | -- | -- | ---- | ---------------- |
| 1    | Tailandia (H) | 8    | 3  | 2 | 1  | 0  | 0 | 12 | 7  | +5   | Cuartos de final |
| 2    | Líbano        | 6    | 3  | 2 | 0  | 0  | 1 | 15 | 10 | +5   | Cuartos de final |
| 3    | Kuwait        | 3    | 3  | 1 | 0  | 0  | 2 | 11 | 11 | 0    |                  |
| 4    | India         | 0    | 3  | 0 | 0  | 0  | 3 | 3  | 13 | −10  |                  |

 Fuente: AFC
| 20 de marzo de 2025 | Kuwait                                          | 4–5     | Líbano                                                      | Jomtien Beach Arena, Pattaya |  |
|                     | - Hajeyah 7', 14' - Al-Salem 14' - Al-Sabea 21' | Reporte | - Al-Saleh 1' - Haidar 7' - El Khatib 7', 23' - Al-Zein 21' |                              |  |

| 20 de marzo de 2025 | Tailandia                                    | 3–0     | India | Jomtien Beach Arena, Pattaya |                           |
|                     | - Stoten 21' - Ratthaphong 29' - Komkrit 33' | Reporte |       | Árbitro(s): Javad Fallahi    | Árbitro(s): Javad Fallahi |

| 22 de marzo de 2025 | India                     | 2–4     | Kuwait                                    | Jomtien Beach Arena, Pattaya         |                                      |
|                     | - Satish 10' - Rohith 27' | Reporte | - Hajeyah 10', 30', 36' - Al-Shammari 20' | Árbitro(s): Muhammad Syahir Shaharul | Árbitro(s): Muhammad Syahir Shaharul |

| 22 de marzo de 2025 | Líbano                               | 4–5     | Tailandia                                            | Jomtien Beach Arena, Pattaya |  |
|                     | - Al-Saleh 6', 17', 21' - Haidar 31' | Reporte | - Komkrit 4', 11', 35' - Ratthaphong 22' - Natee 23' |                              |  |

| 24 de marzo de 2025 | Líbano                                                                           | 6–1     | India      | Jomtien Beach Arena, Pattaya |                              |
|                     | - Al-Saleh 9' - Haidar 10' - El Khatib 22' - Ossman 23' - Choker 32' - Merhi 34' | Reporte | Godara 18' | Árbitro(s): Timur Gulmyradov | Árbitro(s): Timur Gulmyradov |

| 24 de marzo de 2025 | Tailandia                                             | 4–3 (t. s.) | Kuwait                                               | Jomtien Beach Arena, Pattaya |                           |
|                     | - Natee 1' - Komkrit 3' - Ratthaphong 9' - Suriya 39' | Reporte     | - Al-Failakawi 28' - Hajeyah 30' (pen.) - Shafei 34' | Árbitro(s): Nawaf Hussein    | Árbitro(s): Nawaf Hussein |

### Grupo B
| Pos. | Equipo         | Pts. | PJ | W | WE | WP | P | GF | GC | Dif. | Clasificación    |
| ---- | -------------- | ---- | -- | - | -- | -- | - | -- | -- | ---- | ---------------- |
| 1    | Japón          | 9    | 3  | 3 | 0  | 0  | 0 | 15 | 6  | +9   | Cuartos de final |
| 2    | Arabia Saudita | 6    | 3  | 2 | 0  | 0  | 1 | 10 | 12 | −2   | Cuartos de final |
| 3    | China          | 2    | 3  | 0 | 1  | 0  | 2 | 7  | 11 | −4   |                  |
| 4    | Irak           | 0    | 3  | 0 | 0  | 0  | 3 | 7  | 10 | −3   |                  |

 Fuente: AFC
| 20 de marzo de 2025 | Japón                            | 4–3     | Irak                                                     | Jomtien Beach Arena, Pattaya  |                               |
|                     | - Moreira 3', 18', 20' - Oba 32' | Reporte | - Murtadha Qasim 3' - Hayder Abbas 4' - Sajjad Sahal 28' | Árbitro(s): Waleed Abdulkarim | Árbitro(s): Waleed Abdulkarim |

| 20 de marzo de 2025 | China                                      | 3–5     | Arabia Saudita                                             | Jomtien Beach Arena, Pattaya      |                                   |
|                     | - Wang Jun 6' - Guo Wei 17' - Liu Yisi 24' | Reporte | - Al-Youbi 10' - Dibaji 16' - Shamhani 24', 33' - Kark 36' | Árbitro(s): Zukri Nasser Al Hinai | Árbitro(s): Zukri Nasser Al Hinai |

| 22 de marzo de 2025 | Irak                                 | 2–3 (t. s.) | China                                          | Jomtien Beach Arena, Pattaya  |                               |
|                     | - Sajjad Sahal 4' - Hayder Abbas 23' | Reporte     | - Wang Jun 12' - Hao Minhui 25' - Liu Yisi 38' | Árbitro(s): Waleed Abdulkarim | Árbitro(s): Waleed Abdulkarim |

| 22 de marzo de 2025 | Arabia Saudita                   | 2–7     | Japón                                                                           | Jomtien Beach Arena, Pattaya |                             |
|                     | - Dakman 8' - Matsuda 34' (o.g.) | Reporte | - Moreira 1' - Akaguma 2', 34' - Tsuboya 3' - Ota 5' - Suzuki 11' - Matsuda 28' | Árbitro(s): Suwat Wongsuwan  | Árbitro(s): Suwat Wongsuwan |

| 24 de marzo de 2025 | Arabia Saudita                          | 3–2     | Irak                       | Jomtien Beach Arena, Pattaya  |                               |
|                     | - Majed 12' - Alhamami 20' - Waleed 28' | Reporte | - Hayder 19' - Hussein 33' | Árbitro(s): Hassan Abed Rabbo | Árbitro(s): Hassan Abed Rabbo |

| 24 de marzo de 2025 | Japón                                               | 4–1     | China                  | Jomtien Beach Arena, Pattaya |                             |
|                     | - Oba 18' - Akaguma 21' - Matsumoto 28' - Kawai 36' | Reporte | Ozu Moreira 31' (a.g.) | Árbitro(s): Suwat Wongsuwan  | Árbitro(s): Suwat Wongsuwan |

### Grupo C
| Pos. | Equipo                 | Pts. | PJ | W | WE | WP | P | GF | GC | Dif. | Clasificación    |
| ---- | ---------------------- | ---- | -- | - | -- | -- | - | -- | -- | ---- | ---------------- |
| 1    | Irán                   | 9    | 3  | 3 | 0  | 0  | 0 | 30 | 5  | +25  | Cuartos de final |
| 2    | Emiratos Árabes Unidos | 6    | 3  | 2 | 0  | 0  | 1 | 16 | 6  | +10  | Cuartos de final |
| 3    | Indonesia              | 3    | 3  | 1 | 0  | 0  | 2 | 9  | 22 | −13  |                  |
| 4    | Afganistán             | 0    | 3  | 0 | 0  | 0  | 3 | 5  | 27 | −22  |                  |

 Fuente: AFC
| 21 de marzo de 2025 | Irán | 12–2    | Indonesia                   | Jomtien Beach Arena, Pattaya |                             |
|                     | - Sudiartawan 2' (a.g.), 36' (a.g.) - Masoumizadeh 14' - Mirjalili 16' - Mohammadpour 24' - Shirmohammadi 25', 30' - Mokhtari 31', 33' - Nazarzadeh 31', 34' - Dastan 35' | Reporte | - Kurniawan 22' - Angga 36' | Árbitro(s): Suwat Wongsuwan  | Árbitro(s): Suwat Wongsuwan |

| 21 de marzo de 2025 | Emiratos Árabes Unidos                                                                                | 7–1     | Afganistán | Jomtien Beach Arena, Pattaya          |                                       |
|                     | - Abdulla Abbas 10', 12' - Waleed Beshr 17', 36' - Mohammad Obaid 19' - Mohammadi 19' - Abbas Ali 32' | Reporte | Haidari 9' | Árbitro(s): Abdulla Saleh Qasim Saleh | Árbitro(s): Abdulla Saleh Qasim Saleh |

| 23 de marzo de 2025 | Indonesia                                                                      | 1–6     | Emiratos Árabes Unidos | Jomtien Beach Arena, Pattaya |  |
|                     | - Mohammad 3' - Abdulla Abbas 3', 27' - Yaqoub 12' - Obaid Ali 15' - Salem 18' | Reporte | Pradik 11'             |                              |  |

| 23 de marzo de 2025 | Afganistán | 0–14    | Irán | Jomtien Beach Arena, Pattaya |  |
|                     |            | Reporte | - Nasem 2' - Mohammadpour 3' - Rezaei 9', 17' - Mirshekari 18', 29', 33' - Piramoun 20' - Masoumizadeh 24', 30' - Shirmohammadi 31', 35', 36' - Amiri 32' |                              |  |

| 25 de marzo de 2025 | Afganistán                                                | 4–6     | Indonesia                                                       | Jomtien Beach Arena, Pattaya |  |
|                     | - Houmani 1' - Haidari 16' - Bahaduri 20' - Ashtiyani 25' | Reporte | - Teguh 1', 15', 30' - Pradik 19' - Triwahono 25' - Sentanu 30' |                              |  |

| 25 de marzo de 2025 | Irán                                                                   | 4–3     | Emiratos Árabes Unidos                                 | Jomtien Beach Arena, Pattaya |  |
|                     | - Amiri Zadeh 3' - Masoumizadeh 7' - Mirshekari 25' - Mohammadpout 29' | Reporte | - A. Mohammad 5' - Abdulla Abbas 16' - W. Mohammad 29' |                              |  |

### Grupo D
| Pos. | Equipo  | Pts. | PJ | W | WE | WP | P | GF | GC | Dif. | Clasificación    |
| ---- | ------- | ---- | -- | - | -- | -- | - | -- | -- | ---- | ---------------- |
| 1    | Omán    | 9    | 3  | 3 | 0  | 0  | 0 | 18 | 5  | +13  | Cuartos de final |
| 2    | Baréin  | 3    | 3  | 1 | 0  | 0  | 2 | 7  | 12 | −5   | Cuartos de final |
| 3    | Malasia | 3    | 3  | 1 | 0  | 0  | 2 | 9  | 11 | −2   |                  |
| 4    | Vietnam | 2    | 3  | 0 | 1  | 0  | 2 | 6  | 12 | −6   |                  |

 Fuente: AFC
| 21 de marzo de 2025 | Omán                                                                                                | 7–1     | Vietnam      | Jomtien Beach Arena, Pattaya |  |
|                     | - Al-Sauti 1', 20' - Al-Bulushi 6' - Mush. Al-Araimi 14' - Al-Owaisi 30' - Musa. Al-Araimi 36', 36' | Reporte | Phan Đạt 25' |                              |  |

| 21 de marzo de 2025 | Baréin                                                                                    | 4–3     | Malasia                                    | Jomtien Beach Arena, Pattaya |  |
|                     | - Samoul Elsir Abdulla 11' - Sayed Mohamed Hameed 19' - Faris 22' (a.g.) - Isa Ghaleb 36' | Reporte | - Hafizal 12' - Norazman 24' - Ridhwan 32' |                              |  |

| 23 de marzo de 2025 | Vietnam                                                    | 4–2 (t. s.) | Baréin            | Jomtien Beach Arena, Pattaya |  |
|                     | - Tran Ngoc Bao 19' - Phan Dat 26', 33' - Mai Van Manh 32' | Reporte     | - Alnoor 19', 28' |                              |  |

| 23 de marzo de 2025 | Malasia                             | 3–6     | Omán | Jomtien Beach Arena, Pattaya |  |
|                     | - Hafizal 18', 31' - Quishairie 19' | Reporte | - Masoud 3' - Mushel Al Araimi 10' - Musallam Al Araimi 24' - Al Muraiki 25', 28' - Mandhar Al Araimi 40' |                              |  |

| 25 de marzo de 2025 | Malasia                       | 3–1     | Vietnam                | Jomtien Beach Arena, Pattaya |  |
|                     | - Hafizal 21', 36' - Iman 27' | Reporte | Phạm Trường Dũ Anh 34' |                              |  |

| 25 de marzo de 2025 | Omán                                                     | 5–1     | Baréin       | Jomtien Beach Arena, Pattaya |  |
|                     | - Al Bulushi 5' - Al Muraiki 9', 19', 20' - Al Raimi 29' | Reporte | Aldoseri 30' |                              |  |

## Fase final
|  | Cuartos de final       | Cuartos de final    |                     |       | Semifinales    | Semifinales  |  |  | Final               | Final |
|  |                        |                     |                     |       |                |              |  |  |                     |       |
|  | 26 de marzo de 2025    |                     |                     |       |                |              |  |  |                     |       |
|  |                        |                     |                     |       |                |              |  |  |                     |       |
|  | Tailandia              | 0                   |                     |       |                |              |  |  |                     |       |
|  | Tailandia              | 0                   | 29 de marzo de 2025 |       |                |              |  |  |                     |       |
|  | Arabia Saudita         | 4                   |                     |       |                |              |  |  |                     |       |
|  | Arabia Saudita         | 4                   | Arabia Saudita      | 0     |                |              |  |  |                     |       |
|  | 27 de marzo de 2025    |                     | Arabia Saudita      | 0     |                |              |  |  |                     |       |
|  |                        | Irán                | 6                   |       |                |              |  |  |                     |       |
|  | Irán                   | Irán                | 6                   | 11    |                |              |  |  |                     |       |
|  | Irán                   |                     | 30 de marzo de 2025 | 11    |                |              |  |  |                     |       |
|  | Baréin                 | 0                   |                     |       |                |              |  |  |                     |       |
|  | Baréin                 | 0                   | Irán                | 8     |                |              |  |  |                     |       |
|  | 27 de marzo de 2025    |                     | Irán                | 8     |                |              |  |  |                     |       |
|  |                        | Omán                | 2                   |       |                |              |  |  |                     |       |
|  | Omán                   | Omán                | 2                   | 7     |                |              |  |  |                     |       |
|  | Omán                   | 29 de marzo de 2025 |                     | 7     |                |              |  |  |                     |       |
|  | Emiratos Árabes Unidos | 2                   |                     |       |                |              |  |  |                     |       |
|  | Emiratos Árabes Unidos | 2                   | Omán                | 3     | Tercer lugar   | Tercer lugar |  |  |                     |       |
|  | 26 de marzo de 2025    |                     | Omán                | 3     |                |              |  |  |                     |       |
|  |                        | Japón               | 2                   |       |                |              |  |  |                     |       |
|  | Japón                  | Japón               | 2                   | 8     | Arabia Saudita | 1            |  |  |                     |       |
|  | Japón                  |                     |                     | 8     | Arabia Saudita | 1            |  |  |                     |       |
|  | Líbano                 | 3                   |                     | Japón | 3              |              |  |  |                     |       |
|  | Líbano                 | 3                   |                     |       | 3              |              |  |  |                     |       |
|  |                        |                     |                     |       |                |              |  |  | 30 de marzo de 2025 |       |
|  |                        |                     |                     |       |                |              |  |  |                     |       |

### Cuartos de final
| 26 de marzo de 2025 | Tailandia                              | 3–4     | Arabia Saudita                                | Jomtien Beach Arena, Pattaya |  |
|                     | - Jeepon 11' - Boridet 19' - Nadee 32' | Reporte | - Shamhani 6', 27' - Kark 31' - Al Hamami 33' |                              |  |

| 26 de marzo de 2025 | Japón                                                                                     | 8–3     | Líbano                          | Jomtien Beach Arena, Pattaya |  |
|                     | - Akaguma 11' - Oba 13', 14', 20' - Ota 16' - yusuke Kawai 19' - Uesato 23' - Tsuboya 28' | Reporte | - Merhi 15' - Al Saleh 22', 25' |                              |  |

| 27 de marzo de 2025 | Irán | 11–0    | Baréin | Jomtien Beach Arena, Pattaya |  |
|                     | - Masoumizadeh 4', 7', 19' - Mokhtari 5' - Ali Nazem 21', 27' - Mirshekari 25', 28' - Rezaei 26' - Saeed Piramoun 26' - Nazarzadeh 29' | Reporte |        |                              |  |

| 27 de marzo de 2025 | Omán                                                                                 | 7–2     | Emiratos Árabes Unidos | Jomtien Beach Arena, Pattaya |  |
|                     | - Al Zadjali 5' - Al Raimi 9', 32', 36' - Al Muraiki 12' - Al Oraimi 15' - Salim 22' | Reporte | - Eid 1' - Obaid 11'   |                              |  |

### Semifinales
Los ganadores clasifican a la Copa Mundial de Fútbol Playa FIFA 2025.
| 29 de marzo de 2025 | Arabia Saudita | 0–6     | Irán                                                                                    | Jomtien Beach Arena, Pattaya |  |
|                     |                | Reporte | - Dastan 7', 31' - seyed Nasem 9' - Mohammadpour 22' - Masoumizadeh 27' - Mishekari 36' |                              |  |

| 29 de marzo de 2025 | Omán                                         | 3–2     | Japón                     | Jomtien Beach Arena, Pattaya |  |
|                     | - Al Muraiki 8' - Salim 24' - Al Thanawi 27' | Reporte | - Eguro 17' - Tsuboya 21' |                              |  |

### Tercer lugar
El ganador clasifica a la Copa Mundial de Fútbol Playa FIFA 2025.
| 30 de marzo de 2025 | Arabia Saudita | 1–3     | Japón                                | Jomtien Beach Arena, Pattaya |  |
|                     | Shamhani 12'   | Reporte | - Oba 10' - Tabata 14' - Moreira 19' |                              |  |

### Final
| 30 de marzo de 2025 | Irán | 8–1     | Omán           | Jomtien Beach Arena, Pattaya |  |
|                     | - Shirmohammadi 9' - Amiri 15' - Mohammadpour 17' - Nasem 18' - Mirshekari 20', 22' - Mokhtari 32', 36' | Reporte | Al Bulushi 20' |                              |  |

## Clasificación final
| #    | País                   |
| ---- | ---------------------- |
| 1    | Irán                   |
| 2    | Omán                   |
| 3    | Japón                  |
| 4    | Arabia Saudita         |
| 5–16 | Tailandia              |
| 5–16 | Líbano                 |
| 5–16 | Emiratos Árabes Unidos |
| 5–16 | Baréin                 |
| 5–16 | Kuwait                 |
| 5–16 | Malasia                |
| 5–16 | Indonesia              |
| 5–16 | China                  |
| 5–16 | Vietnam                |
| 5–16 | Irak                   |
| 5–16 | India                  |
| 5–16 | Afganistán             |

## Clasificados a laCopa Mundial de Fútbol Playa FIFA 2025
| Selección | Fecha de clasificación | Apariciones anteriores era FIFA (desde 2005)                                |
| --------- | ---------------------- | --------------------------------------------------------------------------- |
| Irán      | 29 de marzo de 2025    | 7 (2006, 2007, 2008, 2011, 2013, 2015, 2017)                                |
| Omán      | 29 de marzo de 2025    | 4 (2011, 2015, 2019, 2024)                                                  |
| Japón     | 30 de marzo de 2025    | 12 (2005, 2006, 2007, 2008, 2009, 2011, 2013, 2015, 2017, 2019, 2021, 2024) |

• Negrita indica año en el que fue campeón. 
 • Cursiva indica el año en el que fue anfitrión.